# Schi acrobatic la Jocurile Olimpice de iarnă din 2018 - sărituri (feminin)
Proba de schi acrobatic, sărituri feminin de la Jocurile Olimpice de iarnă din 2018 de la Pyeongchang, Coreea de Sud a avut loc pe 15 și 16 februarie 2018 la Pheonix Snow Park.

## Program
Orele sunt orele Coreei de Sud (ora României + 7 ore).
| Dată         | Ora         | Rundă            |
| ------------ | ----------- | ---------------- |
| 15 februarie | 20:00–21:15 | Calificări 1 & 2 |
| 16 februarie | 20:00–21:20 | Finală           |

## Rezultate calificări

### Calificări 1
Proba a avut loc pe 15 februarie și a început la ora 20:00.

| Loc | Număr de concurs | Nume                     | Țară                         | Scor   | Note |
| --- | ---------------- | ------------------------ | ---------------------------- | ------ | ---- |
| 1   | 9                | Alexandra Orlova         | Sportivii Olimpici ai Rusiei | 102,22 | C    |
| 2   | 2                | Hanna Huskova            | Belarus                      | 100,45 | C    |
| 3   | 1                | Xu Mengtao               | China                        | 99,37  | C    |
| 4   | 3                | Kristina Spiridonova     | Sportivii Olimpici ai Rusiei | 97,64  | C    |
| 5   | 6                | Danielle Scott           | Australia                    | 93,76  | C    |
| 6   | 29               | Zhang Xin                | China                        | 90,24  | C    |
| 7   | 12               | Kong Fanyu               | China                        | 89,77  |      |
| 8   | 16               | Liubov Nikitina          | Sportivii Olimpici ai Rusiei | 88,83  |      |
| 9   | 17               | Madison Olsen            | Statele Unite ale Americii   | 87,88  |      |
| 10  | 19               | Olga Polyuk              | Ucraina                      | 82,21  |      |
| 11  | 13               | Ashley Caldwell          | Statele Unite ale Americii   | 81,81  |      |
| 12  | 22               | Zhanbota Aldabergenova   | Kazahstan                    | 81,07  |      |
| 13  | 20               | Yan Ting                 | China                        | 80,95  |      |
| 14  | 27               | Marzhan Akzhigit         | Kazahstan                    | 79,17  |      |
| 15  | 11               | Alla Tsuper              | Belarus                      | 77,90  |      |
| 16  | 18               | Catrine Lavallée         | Canada                       | 73,08  |      |
| 17  | 8                | Kiley McKinnon           | Statele Unite ale Americii   | 72,26  |      |
| 18  | 5                | Lydia Lassila            | Australia                    | 66,27  |      |
| 19  | 7                | Laura Peel               | Australia                    | 64,86  |      |
| 20  | 10               | Alina Gridneva           | Sportivii Olimpici ai Rusiei | 60,16  |      |
| 21  | 26               | Akmarzhan Kalmurzayeva   | Kazahstan                    | 58,58  |      |
| 22  | 14               | Samantha Wells           | Australia                    | 54,28  |      |
| 23  | 28               | Ayana Zholdas            | Kazahstan                    | 51,01  |      |
| 24  | 4                | Aliaksandra Ramanouskaya | Belarus                      | 38,85  |      |
| 25  | 30               | Kim Kyoung-eun           | Coreea de Sud                | 35,67  |      |

### Calificări 2
Calificările au avut loc pe 15 februarie la 20:45.
| Loc | Număr de concurs | Nume                     | Țară                         | Runda 1 | Runda 2 | Cel mai bun rezultat | Note |
| --- | ---------------- | ------------------------ | ---------------------------- | ------- | ------- | -------------------- | ---- |
| 1   | 11               | Alla Tsuper              | Belarus                      | 77,90   | 99,37   | 99,37                | C    |
| 2   | 12               | Kong Fanyu               | China                        | 89,77   | 95,17   | 95,17                | C    |
| 3   | 7                | Laura Peel               | Australia                    | 64,86   | 89,46   | 89,46                | C    |
| 4   | 16               | Liubov Nikitina          | Sportivii Olimpici ai Rusiei | 88,83   | 84,24   | 88,83                | C    |
| 5   | 8                | Kiley McKinnon           | Statele Unite ale Americii   | 72,26   | 87,88   | 87,88                | C    |
| 6   | 17               | Madison Olsen            | Statele Unite ale Americii   | 87,88   | 80,04   | 87,88                | C    |
| 7   | 22               | Zhanbota Aldabergenova   | Kazahstan                    | 81,07   | 85,36   | 85,36                |      |
| 8   | 4                | Aliaksandra Ramanouskaya | Belarus                      | 38,85   | 83,65   | 83,65                |      |
| 9   | 20               | Yan Ting                 | China                        | 80,95   | 82,94   | 82,94                |      |
| 10  | 19               | Olga Polyuk              | Ucraina                      | 82,21   | 55,50   | 82,21                |      |
| 11  | 13               | Ashley Caldwell          | Statele Unite ale Americii   | 81,81   | 55,86   | 81,81                |      |
| 12  | 27               | Marzhan Akzhigit         | Kazahstan                    | 79,17   | 70,20   | 79,17                |      |
| 13  | 18               | Catrine Lavallée         | Canada                       | 73,08   | 71,34   | 73,08                |      |
| 14  | 5                | Lydia Lassila            | Australia                    | 66,27   | 63,45   | 66,27                |      |
| 15  | 10               | Alina Gridneva           | Sportivii Olimpici ai Rusiei | 60,16   | 60,98   | 60,98                |      |
| 16  | 26               | Akmarzhan Kalmurzayeva   | Kazahstan                    | 58,58   | 47,32   | 58,58                |      |
| 17  | 14               | Samantha Wells           | Australia                    | 54,28   | 58,27   | 58,27                |      |
| 18  | 28               | Ayana Zholdas            | Kazahstan                    | 51,01   | 57,98   | 57,98                |      |
| 19  | 30               | Kim Kyoung-eun           | Coreea de Sud                | 35,67   | 44,20   | 44,20                |      |

## Rezultate
Proba a avut loc pe 16 februarie și a început la ora 20:00.
| Loc | Număr de concurs | Nume                 | Țară                         | Runda 1 | Loc | Runda 2      | Loc          | Runda 3      | Loc          |
| --- | ---------------- | -------------------- | ---------------------------- | ------- | --- | ------------ | ------------ | ------------ | ------------ |
| 1   | 2                | Hanna Huskova        | Belarus                      | 94,15   | 1   | 85,05        | 4            | 96,14        | 1            |
| 2   | 29               | Zhang Xin            | China                        | 87,25   | 6   | 94,11        | 2            | 95,52        | 2            |
| 3   | 12               | Kong Fanyu           | China                        | 89,77   | 4   | 97,29        | 1            | 70,14        | 3            |
| 4   | 11               | Alla Tsuper          | Belarus                      | 90,82   | 3   | 84,00        | 5            | 59,94        | 4            |
| 5   | 7                | Laura Peel           | Australia                    | 85,05   | 9   | 85,65        | 3            | 55,34        | 5            |
| 6   | 17               | Madison Olsen        | Statele Unite ale Americii   | 85,36   | 8   | 83,23        | 6            | 47,23        | 6            |
| 7   | 16               | Liubov Nikitina      | Sportivii Olimpici ai Rusiei | 85,68   | 7   | 80,01        | 7            | Nu a avansat | Nu a avansat |
| 8   | 9                | Alexandra Orlova     | Sportivii Olimpici ai Rusiei | 89,28   | 5   | 61,25        | 8            | Nu a avansat | Nu a avansat |
| 9   | 1                | Xu Mengtao           | China                        | 91,00   | 2   | 59,25        | 9            | Nu a avansat | Nu a avansat |
| 10  | 8                | Kiley McKinnon       | Statele Unite ale Americii   | 80,95   | 10  | Nu a avansat | Nu a avansat | Nu a avansat | Nu a avansat |
| 11  | 3                | Kristina Spiridonova | Sportivii Olimpici ai Rusiei | 57,64   | 11  | Nu a avansat | Nu a avansat | Nu a avansat | Nu a avansat |
| 12  | 6                | Danielle Scott       | Australia                    | 57,01   | 12  | Nu a avansat | Nu a avansat | Nu a avansat | Nu a avansat |